# 沈潛
沈潛（?—?），山東省濟南府歷城縣人，清朝政治人物、進士出身。
光緒九年（1883年），参加癸未科殿試，登進士二甲42名。同年五月，改翰林院庶吉士。光緒十二年四月，散館，俱著以部属用。